# Vájlok Sándor
Vájlok Sándor (Deáki, 1913. november 7. – Budapest, 1991. december 31.) kritikus, művelődéstörténész.

## Élete
1931-ben érettségizett Komáromban, majd Pozsonyban szerzett magyar és szlovák szakos tanári oklevelet. Ezen kívül a prágai Politikai és Szabad Tudományok Főiskoláját is elvégezte. Egyházi hallgatóként a Prohászka Körök országos kulturális előadója és közírója. A két világháború közötti szlovákiai magyar irodalom egyik jelentős kritikusa volt.
1938. szeptember 1.–1940. júniusa között a kassai állami szlovák tannyelvű gimnázium magyar és szlovák nyelvtanára, majd 1940-ben a Pázmány Péter Tudományegyetemen bölcsészeti doktorátust szerzett. 1940–1941-ben a Miniszterelnökségen kulturális, 1941–1948 között a Külügyminisztérium kulturális majd nemzetiségi osztályán a Miniszterelnökségről átengedett előadó, utóbb miniszteri tanácsos.
1946-ban a csehszlovákiai magyarság ügyeinek szakértőjeként a párizsi magyar békeküldöttség tagja. 1948. júliusában a Külügyminisztériumból elbocsátották. 1949-ben az Országos Érc és Ásványbányák könyvelője, a tatabányai Felsőfokú Bányászati Technikumban bányatechnikusi oklevelet szerzett. Nyugdíjazásáig vállalati mérnök.

## Művei
- 1934 Magyar irodalom Csehszlovákiában. Magyar Minerva 1934/2.
- 1934 Erdély és Szlovenszkó. Magyar Minerva 1934/4.
- 1934 A mai szlovák irodalom képe. Magyar Minerva 1934/5.
- 1936 A szlovenszkói magyar népnevelés problémái. Magyar Írás 1936/1.
- 1936 A magyar könyv sorsa Szlovenszkón. Magyar Írás 1936/7.
- 1936 A magyar kultúra perifériáján. Magyar Írás 1936/8.
- 1937 Harmadik irodalmi nemzedékünk. Tátra 1937/7.
- 1938 Kulturális évadunk után. Prágai Magyar Hírlap 1938. július 10.
- 1939 A magyar közművelődés helyzete a visszatért Felvidéken. In: A visszatért felvidék adattára. Budapest
- 1940 Petőfi a tótoknál. Egy század a magyar–tót viszonyból
- 1940 Pázmány Péter nemzetiségi politikája. In: A kassai szlovák tannyelvű gimnázium évkönyve
- 1940 A felvidék nemzetiségei és a szellemi közeledés problémája. In: Felvidéki mártírok és hősök aranykönyve. Felvidéki irodalmi emlékkönyv. Budapest
- 1941 A turócszentmártoni szlovák memorandum. Rozsnyó (az Új Élet 3 tanulmánya)
- 1943 A csehszlovák emigráció 1938-1941. Kassa